# Montenegro op het Eurovisiesongfestival 2012
Montenegro nam deel aan het Eurovisiesongfestival 2012 in Bakoe, Azerbeidzjan. Het was de vierdede deelname van het land op het Eurovisiesongfestival. RTCG was verantwoordelijk voor de Montenegrijnse bijdrage voor de editie van 2012.

## Selectieprocedure
Montenegro keert in 2012 terug naar het Eurovisiesongfestival. De Montenegrijnse openbare omroep maakte op 12 december 2011 bekend dat het zanger Rambo Amadeus naar Bakoe stuurt. Eind november 2011 liet de omroep al weten te willen terugkeren naar het Eurovisiesongfestival. Montenegro nam driemaal deel, van 2007 tot en met 2009, maar haalde nooit de finale. Daarna werd er om budgettaire redenen afgezien van deelname. De nieuwe directeur van de zender, Rade Vojvodić, zette echter in op een hernieuwde deelname.
Op 26 januari 2012 maakte Rambo Amadeus bekend dat hij met het nummer Euro neuro naar Bakoe zal trekken.

## In Bakoe
In Bakoe trad Rambo voor Montenegro aan in de eerste halve finale, op dinsdag 22 mei, helemaal als eerste, voor Gréta Salóme en Jónsi uit IJsland. Voor de vierde keer behaalde Montenegro niet de finale. Rambo Amadeus werd 15e met 20 punten.